# Tanycarpa volch
Tanycarpa volch är en stekelart som beskrevs av Sergey A. Belokobylskij 1998. Tanycarpa volch ingår i släktet Tanycarpa och familjen bracksteklar. Inga underarter finns listade i Catalogue of Life.